# You'll See
"You'll See" é uma canção da cantora estadunidense Madonna, contida em sua coletânea musical de baladas Something to Remember (1995). Após um período de grande controvérsias e críticas em relação à sua imagem, a cantora decidiu lançar o álbum com a intenção de melhorar a sua reputação entre os críticos e o público geral, além de fazê-los lembrarem-se de seu talento musical. Para o disco, ela gravou três novas canções, duas das quais foram feitas em sessões ocorridas em setembro de 1995 com o compositor e produtor canadense David Foster, conhecido por colaborar com artistas como Whitney Houston, Barbra Streisand, Al Jarreau e o grupo Earth, Wind & Fire. A obra foi primeiramente divulgada em fóruns de rádio na página oficial da Warner Bros. Records em 18 de outubro de 1995, sendo oficialmente lançada como o primeiro single da coletânea em 30 do mesmo mês pela Maverick e Warner Bros. e comercializada em CD single, maxi single e vinil.
Gravada em setembro de 1995 nos Chartmaker Studios em Malibu, Califórnia e nos Brooklyn Studios em Hollywood, Califórnia, "You'll See" é uma balada acústica de gênero pop cuja instrumentação inclui violão, piano, violoncelo, guitarra trêmula e percussão. Liricamente, fala sobre a independência após o término de um relacionamento amoroso. "You'll See" foi recebida de forma predominantemente positiva por críticos musicais, que elogiaram sua produção e os vocais de Madonna. A American Society of Composers, Authors and Publishers (ASCAP) premiou a canção com o troféu de Canção Mais Tocada na edição de 1997 dos ASCAP Pop Awards de 1997. Obteve também um desempenho favorável no campo comercial, atingindo a vice-liderança das tabelas canadenses e finlandesas e listando-se nas dez melhores colocações em território como  Austrália, Áustria, Escócia, Itália, Reino Unido, Suécia e Suíça. Nos Estados Unidos, atingiu a sexta colocação como melhor na Billboard Hot 100, fazendo de Madonna apenas a terceira artista a ter canções com picos em todas as dez melhores colocações na tabela.
O vídeo musical correspondente foi dirigido por Michael Haussman e foi lançado em 7 de novembro de 1995. A trama é uma sequência à gravação audiovisual de "Take a Bow", também dirigida por Haussman, e retrata Madonna se despedindo de seu antigo interesse — vivido pelo toureiro Emilio Muñoz, que também deu vida ao parceiro da cantora em "Take a Bow" —, que tenta impedi-la de partir. Uma versão em espanhol da canção, intitulada "Verás", foi traduzida pelo cantor argentino Paz Martinez, e foi incluída no lado B de lançamentos selecionados do single e na edição latino-americana de Something to Remember, recebendo também uma produção em vídeo com cenas intercaladas da cantora gravando-a em estúdio. O vídeo de "You'll See" e o de "Verás" foram indicados em Best Cinematography nos MTV Video Music Awards e MTV Latino Awards de 1996, com o último vencendo o de Best Female Video. Madonna apresentou "You'll See" no programa britânico Top of the Pops e em alguns concertos de sua turnê Drowned World Tour (2001). A cantora escocesa Susan Boyle regravou a faixa em seu álbum de estreia I Dreamed a Dream (2009), cuja versão foi incluída na trilha sonora da re-produção de 2010 telenovela brasileira Ti Ti Ti.

## Antecedentes e lançamento

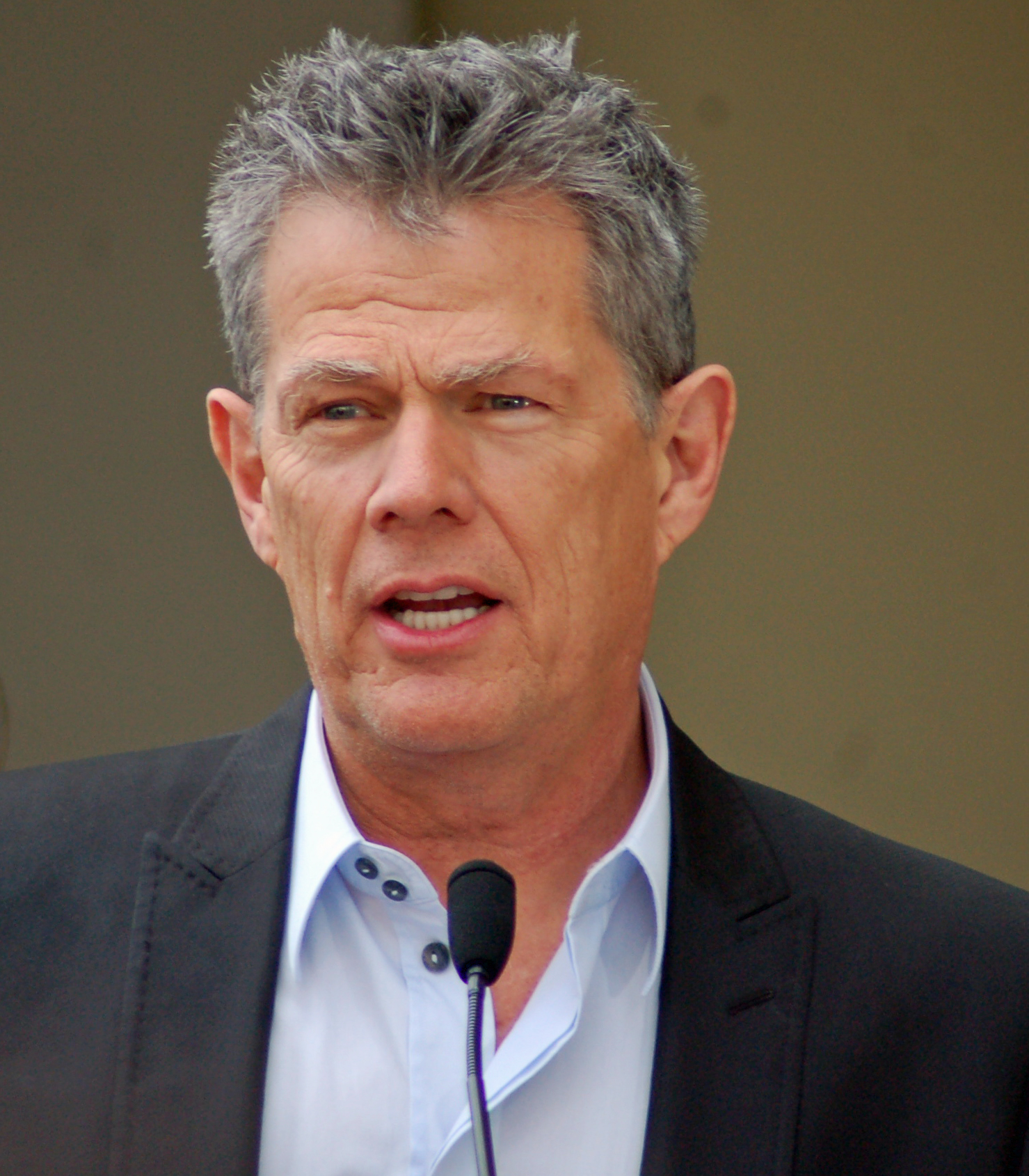
Para as novas canções de Something to Remember, Madonna colaborou com o compositor e produtor canadense David Foster, com quem elaborou "You'll See".

Após um período de bastante controvérsia, a vida pessoal de Madonna começou a dominar sua carreira musical. Um membro de sua equipe disse que "ela sabia que era hora de mudar", adicionando que a cantora queria provar haver mais dela do que a constante atenção ao seu redor. Em novembro de 1995, a intérprete lançou uma coletânea musical intitulada Something to Remember, apresentando uma seleção de suas baladas ao longo de uma década de sua carreira e três novas canções. Descrita como uma "carta de amor de Madonna aos seus fãs e amantes de música, a compilação teve como objeto enfatizar as habilidades musicais da cantora, distanciando-a das teatralidade, melhorar a sua reputação entre os críticos e o público geral, e fazê-los lembrarem-se de seu talento musical. No encarte da compilação, Madonna escreveu:
| “ | Tanta controvérsia esteve relacionada à minha carreira nesta última década que muito pouca atenção foi dada à minha música. As canções ficaram esquecidas. Embora não tenha arrependimentos das escolhas que fiz artisticamente, eu aprendi a apreciar a ideia de fazer as coisas em uma maneira mais simples. Assim, sem muita fanfarra, sem qualquer distrações, apresento a vocês esta coleção de baladas. Algumas são antigas, outras são novas. Todas são do meu coração. | ” |

Para as novas canções inclusas em Something to Remember, Madonna trabalhou com David Foster, um conhecido compositor e produtor canadense, cujos trabalhos anteriores incluem obras de Whitney Houston, Barbra Streisand, Al Jarreau e o grupo Earth, Wind & Fire. Inicialmente, o produtor não esperava que a cantora colaborasse com ele, acreditando que sua música não seria "moderna o suficiente para ela". Foster comentou: "No final das contas, as músicas que fizeram não eram particularmente impressionantes, apesar de uma delas, 'You'll See', ser muito pura. Madonna escreveu uma boa letra ('Você acha que eu não posso viver sem o seu amor / Você verá') e eu achei que minha música era boa". "You'll See" estreou em fóruns de rádio da página oficial da Warner Bros. Records em 18 de outubro de 1995, sendo oficialmente lançada como o primeiro single da coletânea em 30 de outubro de 1995, através das gravadoras Maverick e Warner Bros.

## Gravação e composição
Em seu livro Hitman: Forty Years Making Music, Topping the Charts, and Winning Grammys (2009), Foster lembrou da primeira vez que a assessora de Madonna, Liz Rosenberg, entrou em contato para que ele jantasse com a cantora: "Quando Madonna me ligou pela primeira vez, eu fiquei um pouco surpreso (...) mas acho que a equipe dela pensou que nós deveríamos nos encontrar, e eu recebi uma ligação de Liz Rosenberg, a especialista de relações públicas que estava com Madonna desde o começo". Pouco após o encontro, eles começaram a desenvolver canções nos Chartmaker Studios em Malibu, Califórnia, de propriedade de Foster. As sessões ocorreram em setembro de 1995, e resultaram em duas novas canções: "You'll See" e "One More Chance". "You'll See" foi gravada na terceira semana daquele mês, tendo também porções gravadas nos Brooklyn Studios em Hollywood, Califórnia, com engenharia e mixagem de David Reitzas — também produtor do remix de "Love Don't Live Here Anymore" para a coletânea —, que contou com a assistência de Felipe Elgueta e Ronnie Rivera em ambos os processos, e programação de synclavier de Simon Franglen. Dean Parks, Michael Thompson, Suzie Katayama e David Foster tocaram, respectivamente, violão, guitarra elétrica, violoncelo e teclados. Uma versão em espanhol de "You'll See", intitulada "Verás", foi gravada nos estúdios de Gloria e Emilio Estefan em Miami, Flórida. Sua tradução foi feita pelo cantor e compositor argentino Paz Martinez, tendo sido incluída como faixa bônus na edição latino-americana de Something to Remember.
Em termos musicais, "You'll See" é uma balada acústica derivada do gênero pop. Madonna e Foster ficaram encarregados de sua composição e produção, tratando também dos arranjos. De acordo com a partitura publicada pela Alfred Publishing Co., Inc. no portal Musicnotes.com, a canção é composta no tom de sol maior, apresentando um ritmo moderado de 120 batidas por minuto e um piano e um violão sendo usados para tocar a música de fundo. É definida na assinatura de tempo comum, apresentando uma sequência básica formada por mi menor e ré como sua progressão harmônica na primeira estrofe, que muda-se para mi menor, dó, sol e fá sustenido no refrão. Os vocais de Madonna abrangem-se entre as notas de sol3 e dó5. Ao longo da canção, a harmonia muda de progressão para enfatizar a voz de Madonna e, após um minuto, a percussão começa a tocar, com uma guitarra trêmula sendo posteriormente adicionada. Cordas sintetizadas e baterias constroem a faixa, com a segunda estrofe apresentando a cantora harmonizando consigo mesma. Durante a gravação, Madonna usou suas lições vocais para o filme Evita; para a Billboard, ela disse: "Se você ouvir essas canções, você pode ouvir o quanto eu estava tentando absorver e utilizar o que eu estava aprendendo para as gravações [de Evita]". Liricamente, "You'll See" fala sobre a independência após o término de um relacionamento amoroso, com Madonna afirmando querer coisas melhores. Questionada se a obra falava sobre vingança, ela respondeu que era sobre "empoderar-se", adicionando: "Há outro lado que é — 'não mexa comigo, eu não preciso de ninguém. Posso fazer o que eu quiser', e 'You'll See' reflete isso".

## Crítica profissional
O talento de Foster para o melodrama musical inspira Madonna a transformar o que é facilmente sua performance vocal mais segura e encorpada até a data. Em meio a um turbilhão de cordas e violões espanhóis, ela profere a declaração da canção de independência romântica com uma energia teatral que combina perfeitamente com o tom teatral e potencialmente avassalador dos arranjos de Foster sem ofuscar seus outros pop juvenis. Um esforço impressionante que poderia se tornar facilmente a 'I Will Survive' dessa geração.

—Larry Flick, da Billboard.
Ken Tucker, da revista Entertainment Weekly, considerou "You'll See" uma das "tentações dos consumidores que apenas acrescentam ao fascínio". J. Randy Taraborrelli, autor de Madonna: An Intimate Biography, descreveu a canção, juntamente com "One More Chance", uma das "mais sombrias que [Madonna] já gravou". Jose F. Promis, do portal Allmusic, definiu a faixa como "uma balada poderosa e um tanto melodramática com toques latinos que ajudaram a cementar Madonna como uma [artista] constante nas rádios adult contemporary que, por sua vez, distanciam-na de seus dias mais obscenos no começo da década". O resenhista também elogiou a versão em espanhol, "Verás", avaliando que a intérprete "canta as letras em espanhol surpreendentemente bem". Analisando Something to Remember, Timothy White, da Billboard, adjetivou "You'll See" de uma "serenata agridoce". Em crítica do single, seu colega Larry Flick a chamou de uma "colaboração deliciosamente frutífera".
Em retrospecto, Keith Caulfield, da Billboard, opinou que a faixa "mostrou as habilidades vocais recém-treinadas de Madonna, que viria a preparar o público para o seu papel principal em Evita, no ano seguinte". O jornal The Huffington Post posicionou "You'll See" na sexta colocação em uma lista das treze canções mais subestimadas de Madonna, com a autora Pandora Boxx escrevendo: "Essa música pega um término triste e o empodera (...) É, verdadeiramente, uma canção escondida na vasta biblioteca de Madonna". Louis Virtel, do portal TheBacklot.com, considerou a faixa a 48.ª melhor da intérprete em uma lista com as cem melhores, elaborando: "A declaração de independência de Madonna por cima de lindos violões espanhóis tocando é orgânica e inspirada". Embora tenha colocado a obra na 69.ª colocação em uma compilação com os singles definitivos da cantora, Matthew Jacobs, do The Huffington Post, escreveu: "Poderia ser creditada como uma reverência ao iminente retorno de Madonna [com] Evita [e] Ray of Light. Infelizmente, ela também parece um deslocamento maçante de uma coletânea de baladas saudosistas dos anos 1980". A American Society of Composers, Authors and Publishers (ASCAP) reconheceu "You'll See" com o prêmio de Canção Mais Tocada na edição de 1997 dos ASCAP Pop Awards.

## Divulgação e regravação

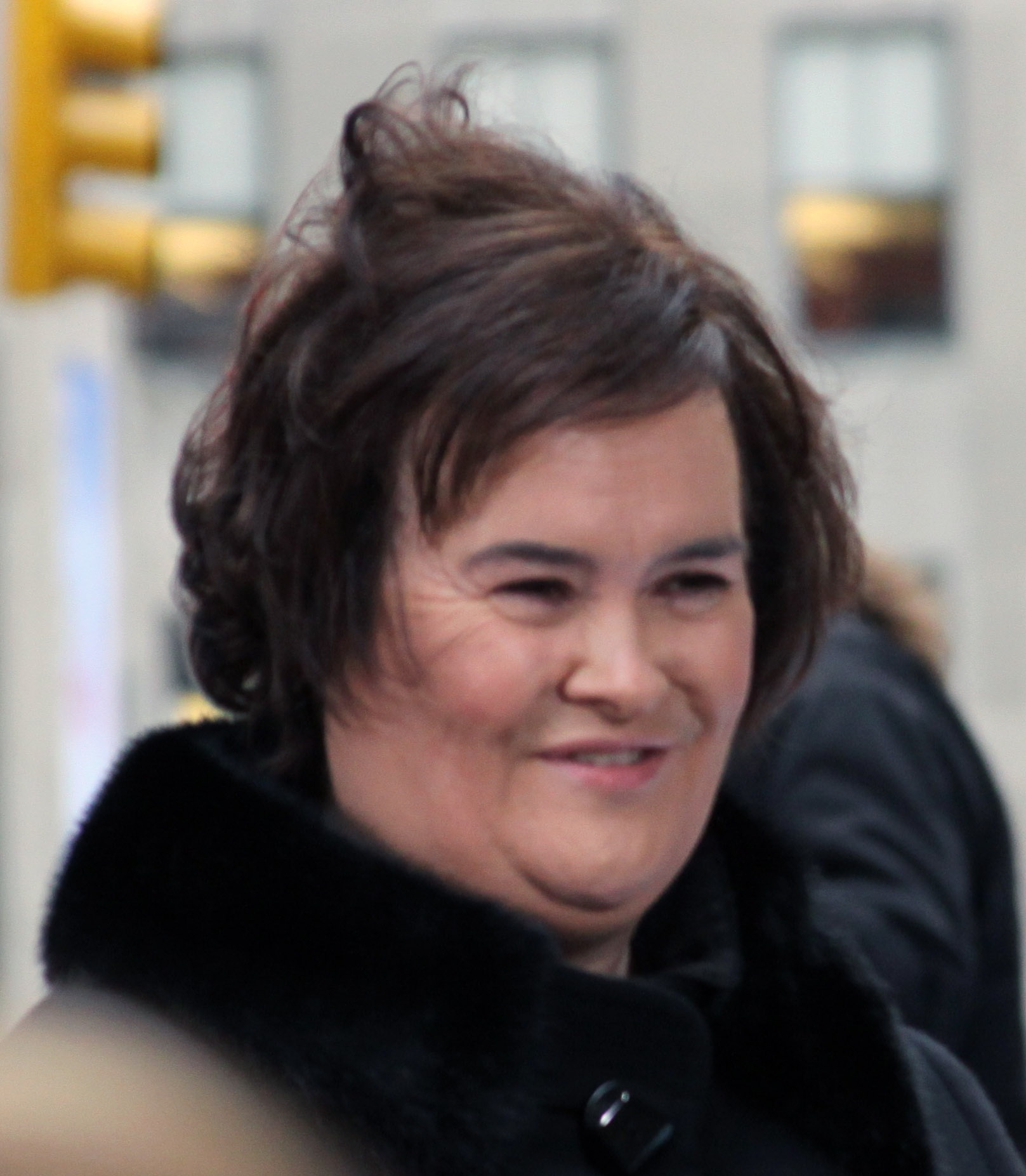
A escocesa Susan Boyle (imagem) regravou "You'll See" para o seu álbum de estreia I Dreamed a Dream (2009) e pediu pessoalmente a Madonna para usá-la no musical homônimo, baseado em sua vida, mas Madonna recusou-se.

O vídeo musical de "You'll See" foi dirigido por Michael Haussman e foi lançado em 7 de novembro de 1995. Foi o primeiro vídeo de Madonna a servir como sequência de outro, seguindo a história da gravação audiovisual de "Take a Bow", segundo single de Bedtime Stories, também dirigida por Haussman. Este, por sua vez, retratava Madonna sendo maltratada por seu amante, interpretado pelo toureiro espanhol Emilio Muñoz. No vídeo musical de "You'll See", a cantora vai embora, abandonando-o. Também estão presentes cenas da intérprete andando em um trem e mais tarde entrando em um avião, com Muñoz tentando alcançá-la. A última cena do projeto retrata Madonna sorrindo, esperando por uma vida melhor. O figurino do vídeo foi elaborado pela editora e estilista de moda Lori Goldstein, que também havia trabalhado com a artista em "Take a Bow". Outro vídeo musical foi criado para a versão em espanhol, "Verás". Lançado apenas na América Latina, esta versão intercala cenas do original com tomadas de Madonna gravando a vertente em espanhol da música. O vídeo de "You'll See" foi indicado na categoria de Best Cinematography nos MTV Video Music Awards de 1996, perdendo para "Tonight, Tonight" de The Smashing Pumpkins, enquanto o de "Verás" venceu dois troféus nos Premios MTV do mesmo ano: um de Best Female Video e um de Best Cinematography.
Madonna apresentou "You'll See" em 2 de novembro de 1995 no programa britânico Top of the Pops. Seis anos depois, em 2001, ela cantou a música em datas selecionadas nos Estados Unidos de sua turnê Drowned World Tour, incluindo-a no bloco Cowgirl. Em resenha do show feito no Madison Square Garden em Nova Iorque, Sal Cinquemani, da Slant Magazine, elogiou a "releitura [de] techno francês/acústica da poderosa 'You'll See'". A performance, porém, não foi incluída no DVD da excursão, Drowned World Tour 2001, gravado no concerto de 26 de agosto de 2001 feito no The Palace of Auburn Hills em Auburn Hills, Detroit.
A cantora escocesa Susan Boyle regravou "You'll See" para o seu álbum de estreia I Dreamed a Dream (2009). Boyle teria amado a canção por anos, e teria cantado a balada em testes quando estava sentindo-se cruelmente rejeitada. Ao final do número, Boyle, às vezes "reduzida às lágrimas", cantava a faixa. Avaliando o álbum para o New York Daily News, Jim Farber sentiu que a voz de Boyle parecia "remota e idealizada" no disco até a chegada de "You'll See", onde a característica "raiva e vingança" em seus vocais "lhe deram uma personagem mais difícil de se incorporar". A regravação foi incluída na trilha sonora da telenovela brasileira Ti Ti Ti, re-produção da original de 1985. Quando Boyle começou a trabalhar no musical I Dreamed a Dream, baseado em sua vida, ela pediu permissão de Madonna para usar a música no palco, mas ela negou-se.

## Faixas e formatos
"You'll See" foi disponibilizada nos formatos de CD single, maxi single e vinil, em quatro versões, todas apresentando a versão editada e a instrumental da faixa. Estas vertentes constituíram a segunda edição do CD single estadunidense, enquanto a primeira edição apresentou estas versões e o áudio de uma performance ao vivo de "Live to Tell", lançada por Madonna em 1986. O CD single europeu substituiu "Live to Tell" por "Rain", originalmente contida no álbum Erotica (1992), enquanto o vinil e o maxi single é formado pelas duas edições de "You'll See", "Live to Tell" e o lado B "Verás".
| CD single estadunidense (primeira versão) |                               |         |  |
| N.º                                       | Título                        | Duração |  |
| 1.                                        | "You'll See" (versão editada) | 4:15    |  |
| 2.                                        | "Live to Tell" (ao vivo)      | 8:14    |  |
| 3.                                        | "You'll See" (instrumental)   | 4:44    |  |

| CD single estadunidense (segunda versão) |                               |         |  |
| N.º                                      | Título                        | Duração |  |
| 1.                                       | "You'll See" (versão editada) | 4:15    |  |
| 2.                                       | "You'll See" (instrumental)   | 4:44    |  |

| vinil e maxi single |                               |         |  |
| N.º                 | Título                        | Duração |  |
| 1.                  | "You'll See" (versão editada) | 4:15    |  |
| 2.                  | "You'll See" (instrumental)   | 4:44    |  |
| 3.                  | "Verás"                       | 4:35    |  |
| 4.                  | "Live to Tell" (ao vivo)      | 8:14    |  |

| CD single europeu |                               |         |  |
| N.º               | Título                        | Duração |  |
| 1.                | "You'll See" (versão editada) | 4:15    |  |
| 2.                | "Rain"                        | 5:28    |  |
| 3.                | "You'll See" (instrumental)   | 4:44    |  |

## Créditos
Todo o processo de elaboração de "You'll See" atribui os seguintes créditos:
Gravação e publicação
- Gravada em setembro de 1995 nos Chartmaker Studios (Malibu, Califórnia) e nos Brooklyn Studios (Hollywood, Califórnia)
- Publicada pela WB Music Corp./Webo Girl Publishing, Inc. — administrada pela WB Music Corp. (ASCAP) — e One Four Three Music — administrada pela Leeds/pee Music (BMI)

Publicação
| - Madonna: composição, produção, arranjos, vocais - David Foster: composição, produção, arranjos, teclados - Simon Franglen: programação de synclavier - Suzie Katayama: violoncelo - Dean Parks: violão | - Paz Martinez: composição ("Verás") - David Reitzas: engenharia, mixagem - Felipe Elgueta: assistência de engenharia, assistência de mixagem - Ronnie Rivera: assistência de engenharia, assistência de mixagem |

## Desempenho comercial
"You'll See" debutou na oitava colocação da edição referente a 9 de dezembro de 1995 da Billboard Hot 100 dos Estados Unidos. Marcou a maior estreia da intérprete na tabela até então, após "Erotica" (número 13 em 1992) e "Rescue Me" (número 15 em 1995). A canção atingiu o pico na posição de número seis na semana seguinte, o que tornou Madonna apenas a terceira artista da história a ter músicas obtendo picos em todas as dez primeiras posições do periódico — após Aretha Franklin e Marvin Gaye. Em outras tabelas da Billboard, conquistou a quinta colocação da Adult Contemporary, a sétima da Pop Songs e a décima da Adult Pop Songs, com sua versão em espanhol, "Verás", obtendo como melhor o vigésimo primeiro e o décimo posto como melhor na Hot Latin Songs e na Latin Pop Songs, respectivamente. A obra obteve uma certificação de ouro pela Recording Industry Association of America (RIAA) em 27 de fevereiro de 1996, denotando vendas superiores a 500 mil cópias. "You'll See" finalizou o ano de 196 como a 51.ª mais bem sucedida na Billboard Hot 100 e a 14.ª com melhores resultados na Adult Contemporary. De acordo com a Billboard, é o 28.ª maior sucesso da cantora na primeira parada. No Canadá, estreou no número 97 da tabela de singles publicada pela revista RPM na atualização de 6 de novembro de 1995. Nove semanas depois, em 15 de janeiro de 1995, ascendeu-se para a vice-liderança da tabela — seu melhor resultado.
No Reino Unido, "You'll See" culminou na quinta colocação da UK Singles Chart em 4 de novembro de 1995, estando entre as cem melhores por catorze semanas. Foi certificada como prata pela British Phonographic Industry (BPI) por vender mais de 100 mil unidades no território, e vendeu mais de 305 mil exemplares físicos até outubro de 2010, segundo a The Official Charts Company (OCC). Em terras oceânicas, obteve como melhor as posições de número 7 e 17 das paradas australianas e neozelandesas, respectivamente. Na Austrália, finalizou 1995 como a 87.ª mais bem sucedida, recebendo também um certificado de ouro da Australian Recording Industry Association (ARIA) pelas vendas superiores a 35 mil réplicas. Ao redor da Europa, "You'll See" obteve a vice-liderança do periódico de singles finlandês e a quinta colocação em território italiano — onde finalizou 1995 como a 21.ª mais bem sucedida —, listando-se nas dez mais compradas na Áustria, na Escócia, na Suécia e na Suíça, entre as vinte melhores na Alemanha, na região da Valônia da Bélgica — finalizando 1995 na posição de número 84 —, na Irlanda e nos Países Baixos, e conquistando como melhor as colocações de número 45 e 24 na região de Flandres da Bélgica e na tabela de singles francesa, respectivamente. O seu desempenho em terras europeias fez com que a faixa obtivesse o oitavo emprego como melhor na European Hot 100 Singles, na atualização de 27 de janeiro de 1996.
| Tabela musical (1995–96)                 | Melhor posição |
| ---------------------------------------- | -------------- |
| Alemanha (Media Control Charts)          | 15             |
| Austrália (ARIA Charts)                  | 9              |
| Áustria (Ö3 Austria Top 40)              | 5              |
| Bélgica (Ultratop 50 de Flandres)        | 45             |
| Bélgica (Ultratop da Valônia)            | 11             |
| Canadá (RPM Single Chart)                | 2              |
| Escócia (OCC)                            | 5              |
| Estados Unidos (Billboard Hot 100)       | 6              |
| Estados Unidos (Pop Songs)               | 7              |
| Estados Unidos (Adult Pop Songs)         | 10             |
| Estados Unidos (Adult Contemporary)      | 5              |
| Estados Unidos (Hot Latin Songs) "Verás" | 21             |
| Estados Unidos (Latin Pop Songs) "Verás" | 10             |
| Europa (European Hot 100 Singles)        | 8              |
| Finlândia (IFPI Finlândia)               | 2              |
| França (SNEP)                            | 24             |
| Irlanda (IRMA)                           | 13             |
| Islândia (Íslenski Listinn Topp 40)      | 20             |
| Itália (FIMI)                            | 5              |
| Nova Zelândia (Recorded Music NZ)        | 17             |
| Países Baixos (Dutch Top 40)             | 15             |
| Países Baixos (Single Top 100)           | 20             |
| Reino Unido (UK Singles Chart)           | 5              |
| Suécia (Sverigetopplistan)               | 6              |
| Suíça (Schweizer Hitparade)              | 8              |

| Tabela musical (1995)            | Posição |
| -------------------------------- | ------- |
| Austrália (ARIA Charts)          | 87      |
| Bélgica (Ultratop 40 da Valônia) | 84      |
| Itália (FIMI)                    | 21      |
| Países Baixos (Dutch Top 40)     | 112     |
| Suécia (Sverigetopplistan)       | 44      |

| Tabela musical (1996)               | Posição |
| ----------------------------------- | ------- |
| Canadá (RPM)                        | 27      |
| Estados Unidos (Billboard Hot 100)  | 51      |
| Estados Unidos (Adult Contemporary) | 14      |

| Região                                         | Certificação | Vendas   |
| ---------------------------------------------- | ------------ | -------- |
| Austrália (ARIA)                               | Ouro         | 35,000^  |
| Estados Unidos (RIAA)                          | Ouro         | 500,000^ |
| Reino Unido (BPI)                              | Prata        | 322,000  |
| ^distribuições baseadas apenas na certificação |              |          |